# Jeannette Schmid
Jeannette Schmid (* 1958 in Karlsruhe) ist eine deutsche Psychologin, Hochschullehrerin und Autorin.

## Biographie
Nach dem Studium der Psychologie an den Universitäten Gießen und Frankfurt am Main arbeitete Jeannette Schmid als wissenschaftliche Assistentin. Sie promovierte in Frankfurt am Main über „Sozialpsychologische Aspekte des Gehorsams im Laborexperiment“. Es folgten vier Jahre Forschungstätigkeit am Max-Planck-Institut für europäische Rechtsgeschichte, Frankfurt am Main. An der Universität Heidelberg arbeitete sie in der Abteilung Sozialpsychologie an den DFG-Projekten „Die Sprache von Anklägern und Verteidigern“ und „Lügen in der dialogischen Kommunikation“ mit.
Ihre Habilitationsschrift mit dem Titel „Lügen im Alltag“ legte sie 1997 an der Universität Heidelberg vor. Gleichzeitig erhielt sie die Lehrberechtigung für das Gesamtfach Psychologie.
Seitdem hatte Schmid eine Gastprofessur in Graz (1999/2000) und Lehrstuhlvertretungen in Konstanz (1999–2001), Darmstadt (2000), Braunschweig (2001), Erfurt (2002) und Freiburg im Breisgau (2002/03). Seit 2003 ist sie „außerplanmäßiger Professor“. Von 2004 bis 2005 hatte sie Lehraufträge an der Hochschule für Verwaltungswissenschaften Speyer, seit 2006 Lehraufträge an der Universität Frankfurt am Main. Seit 2008 hat sie eine Position im Bereich E-Learning an der Universität Frankfurt inne.
Daneben arbeitet sie als Autorin im wissenschaftlichen und im belletristischen Bereich.

## Wissenschaftliche Veröffentlichungen
- Die Wahrnehmung des Anderen – Sozialpsychologische Anmerkungen zu Ethnozentrismus und Marginalisierung. In: M.-Th. Fögen (Hrsg.): Fremde der Gesellschaft. Historische und sozialwissenschaftliche Untersuchungen zur Differenzierung von Normalität und Fremdheit. Klostermann, Frankfurt 1991, Ius Commune Sonderheft 56, S. 147–167.
- Untersuchungen zum Betriebsklima, Herbst 1991. Informationsschrift des Max-Planck-Instituts für europäische Rechtsgeschichte. 1992.
- Lügen im Alltag. In: H. Mandl (Hrsg.): Bericht über den 40. Kongreß der Deutschen Gesellschaft für Psychologie in München 1996, Schwerpunktthema Wissen und Handeln. Hogrefe, Göttingen 1996, S. 367–371.
- Der Rechtsfall – ein richterliches Konstrukt. (Hrsg. mit Th. Drosdeck und D. Koch) Nomos, Baden-Baden 1997.
- Freiwilligkeit der Gewalt? Von der Psychologie der Täter zur Psychologie der Tat. Analyse und Kritik (Sonderheft: Zur Aktualität der Milgram-Experimente / Psychologie der Täter im Holocaust), 20 (1998), S. 27–45.
- Lügen-Techniken. In: R. K. Silbereisen und M. Reitzle (Hrsg.): „Psychologie 2000“ – Bericht über den 42. Kongreß der Deutschen Gesellschaft für Psychologie in Jena 2000.  Pabst, Lengerich 2001, S. 446–456.
- Lügen im Alltag – Zustandekommen und Bewertung kommunikativer Täuschungen. Lit Verlag, Münster 2000.
- Aggressives Verhalten. In: G. Sommer und A. Fuchs (Hrsg.): Krieg und Frieden. Handbuch der Kriegs- und Friedenspsychologie. Beltz, Weinheim 2004, S. 89–102.
- Die Zukunft der Aggressionsforschung – ungelöste Probleme und hoffnungsvolle Ausblicke. In: A. Ittel und M. v. Salisch (Hrsg.): Lästern, Lügen, Leiden lassen. Aggression bei Kindern und Jugendlichen. Kohlhammer, 2005, S. 19–29.
- Wie man den Eindruck von Glaubhaftigkeit erweckt. Psychologische Anmerkungen zur Sachverhaltsdarstellung. In: K. D. Lerch (Hrsg.): Recht verhandeln. Argumentieren, Begründen und Entscheiden im Diskurs des Rechts. Walter de Gruyter, Berlin/New York 2005, S. 449–460.
- Die Konflikttheorie der Aggressionstheorie. In: Th. Bonacker (Hrsg.): Sozialwissenschaftliche Konflikttheorien. Eine Einführung. (Friedens- und Konfliktforschung, Band 2, 3. Aufl. hrsg. R. Zoll und P. Imbusch), Leske & Budrich, Opladen 2005, S. 507–526.
- Vom Pendeln des Blickes – Wie kommt der Richter zum Fall? In: St. Holzwarth, U. Lambrecht, S. Schalk, A. Späth und E. Zech (Hrsg.): Die Unabhängigkeit des Richters, Mohr Siebeck, Tübingen 2009, S. 95–111.

## Sonstige Veröffentlichungen
- Im Jahr des Hasen. Zehn freche Hasenkinder. In: S. Bartholl (Hrsg.): Alles Hasen. Beltz & Gelberg, Weinheim 1997.
- Manch einer mag mich. Zwei Rätsel. Verknüpfe uns. Ein besonderes Tier. In: Rätselbude Nr.5. Beltz & Gelberg, Weinheim 1997.
- Der Liebesbrief. In: S. Bartholl (Hrsg.): Alles Liebe und so weiter. Beltz & Gelberg, Weinheim 1998.
- Im Jahr des Schweins. Oswald, das Wildferkel. In: S. Bartholl (Hrsg.): Alles Schwein. Beltz & Gelberg, Weinheim 1998.
- Die Geschichte vom Teddy-Bären. In: S. Härtel (Hrsg.): Alles Bären. Beltz & Gelberg, Weinheim 2000.
- zusammen mit Marie-Elisabeth Rehn: Ein Mordsspaß. Schräge Schreibübungen per E-Mail. Books on Demand, Norderstedt 2006, ISBN 3-8334-4558-0.